# زاهيران

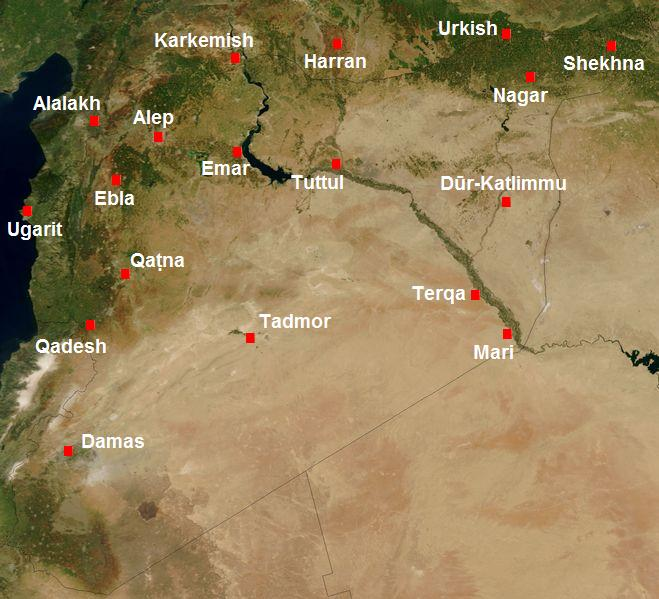
سوريا القديمة

زهيران المعروفة أيضًا باسم ساهيري، المعروف أيضًا باسم زاهران كانت مدينة من العصر الحديدي في الشرق الأدنى القديم. كانت مدينة فيما يعرف اليوم بسوريا.
خلال حرب ماري إيبلا (2300 قبل الميلاد) كانت زهيران موقعًا لمعركة بين إغريش-حلم ملك إيبلا، وإبل الإيل، ملك ماري. بعد حوالي عقد من الزمان، كان من الممكن استيعابها في إمبراطورية سرجون الأكدي.
تم نهب المدينة في معركة نينوى (612 قبل الميلاد). سجل تاريخ آشور أوباليت الثاني، المعروف باسم سجل الأحداث 3، حالات معركة نينوى بين الجيوش البابلية والآشورية التي « طصعد ملك أكد وجيشه في شهر آبو إلى المنبع إلى ماني، وسهيري وبالي هو. كما نهبهم على نطاق واسع وخطف آلهتهم.»